# Eleanor Rathbone

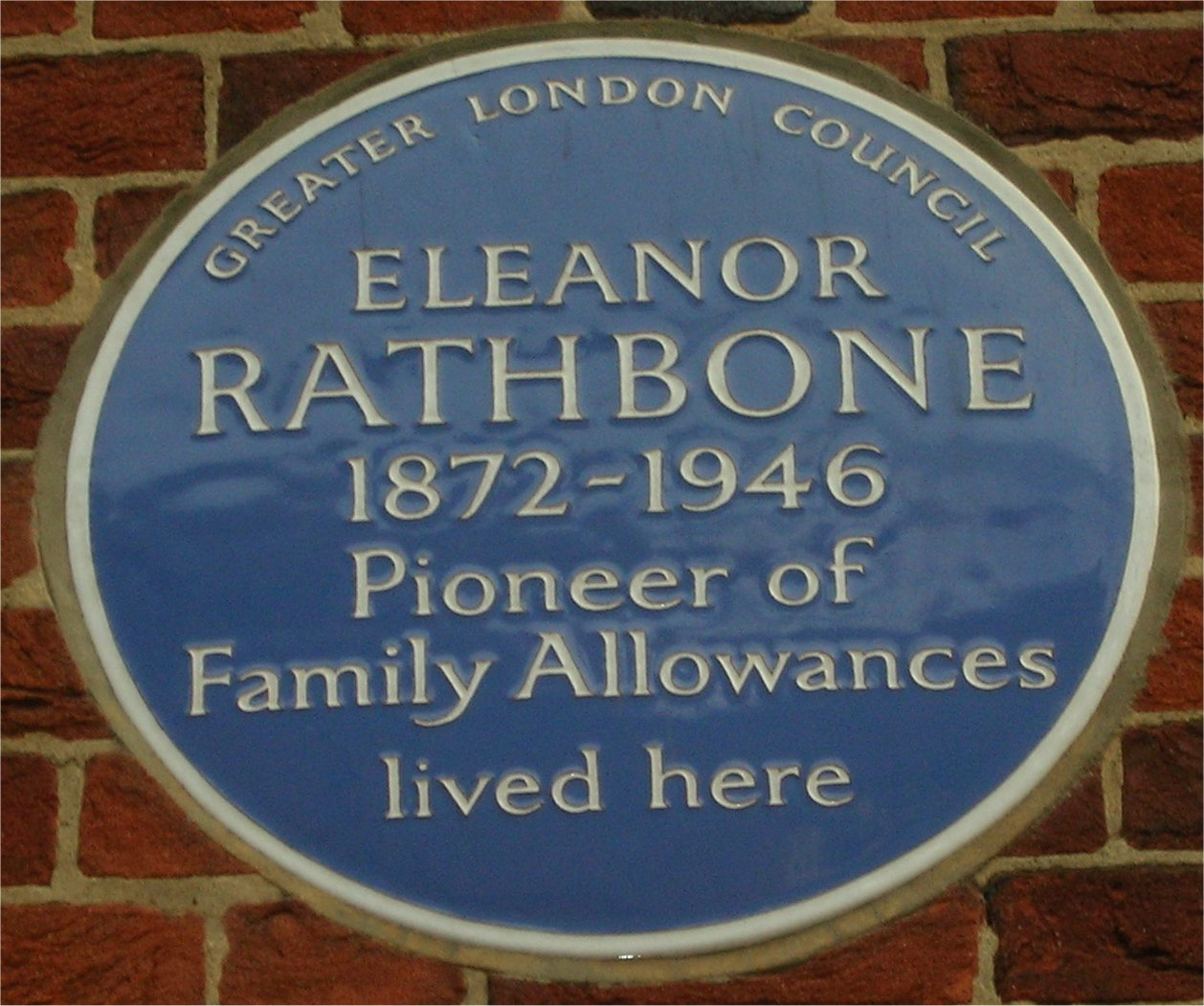
Blue Plaque an Eleanor Rathbones Haus in der Tufton Street, Westminster

Eleanor Florence Rathbone (* 12. Mai 1872 in London; † 2. Januar 1946 ebenda) war eine britische parteilose Politikerin und Frauenrechtlerin.

## Leben
Eleanor Rathbone entstammte der als Händler und Schiffseigner zu Wohlstand gelangten Liverpooler Familie Rathbone. Ihr Vater, William Rathbone VI, war ein liberaldemokratischer Politiker, der sich einen Namen als Sozialreformer gemacht hatte. Sie war verwandt mit dem Hollywoodstar Basil Rathbone. Eleanor Rathbone wuchs in London auf. Im Somerville College, Oxford, studierte sie Literae humaniores (klassische Altertumswissenschaften).
Nach Erlangung ihres Universitätsabschlusses zog Eleanor nach Liverpool. Dort erstellte sie zusammen mit ihrem Vater eine Studie über die Arbeitsbedingungen in den Liverpooler Docks und engagierte sich in der Universität. Von 1909 bis 1935 war Eleanor Rathbone Mitglied des Liverpooler Stadtrats. Eleanor Rathbone war zu diesem Zeitpunkt die erste Frau, die in den Stadtrat gewählt wurde.
Bei der Wahl des Unterhauses der britischen Parlaments 1929 wurde Eleanor Rathbone als parteilose Kandidatin in das House of Commons gewählt, und zwar als eine der beiden Abgeordneten des Universitätswahlkreises Combined English Universities. Bei den folgenden Wahlen wurde sie wiedergewählt, sodass sie bis zu ihrem Tod dem Unterhaus angehörte. Als Parlamentarierin wirkte sie unter anderem maßgeblich an dem sogenannten Family Allowances Act (1945) mit, der erstmals eine Form von Kindergeld im Vereinigten Königreich einführte.

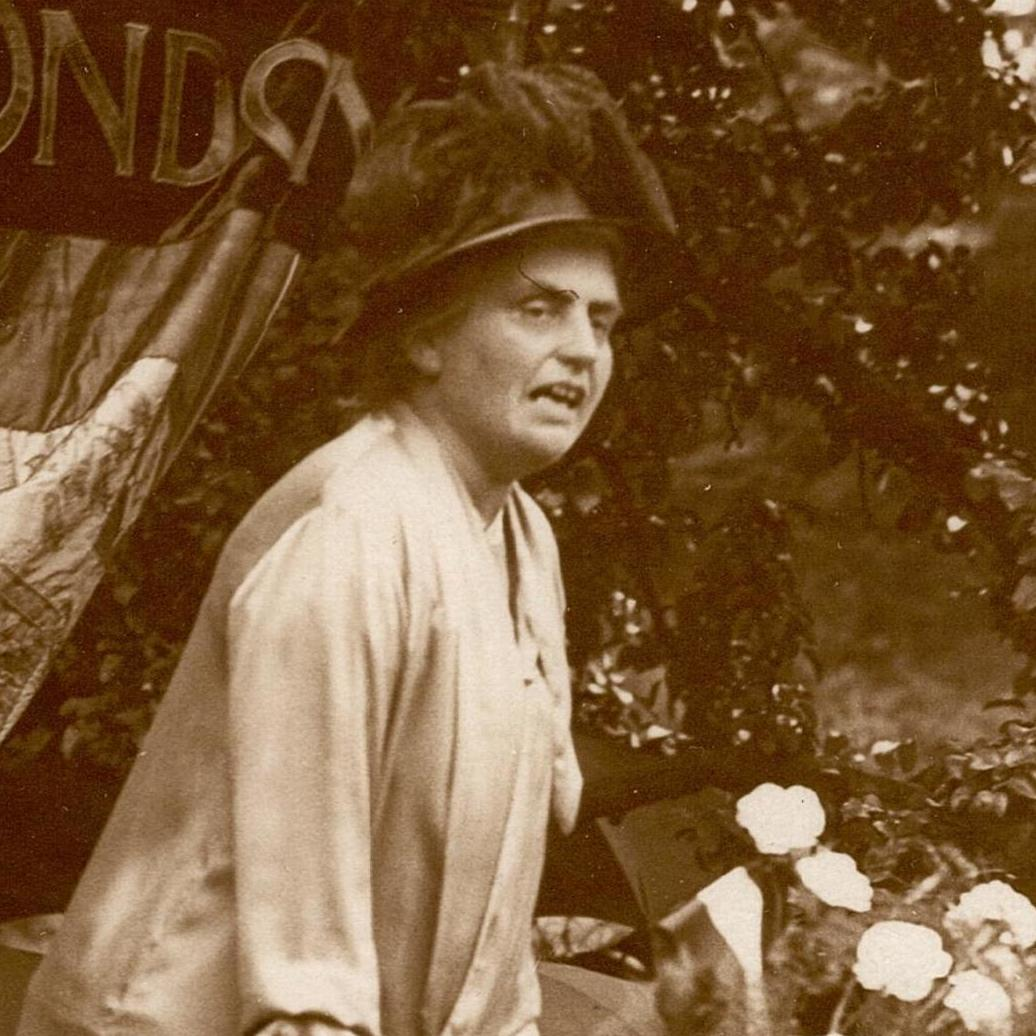
Eleanor Rathbone als Rednerin (um 1910)

Die Politikerin setzte sich auch für das Frauenwahlrecht ein, vor Ort und für andere Länder, etwa für Indien. Sie gründete am 5. Mai 1933 das British Committee for Indian Women’s Franchise, das elf Frauenorganisationen repräsentierte. Es diente als Plattform für die Politikerin, die für die indischen Frauen im Zugang zu Bildung und zum politischen Leben den Weg zu einer fortschreitenden Aufklärung sah. Rathbone drängte die indischen Frauen, ihre Forderung nach einem allgemeinen Wahlrecht aufzugeben, und setzte sich für ein beschränktes Frauenwahlrecht ein, das Lese- und Schreibkenntnisse verlangte und nicht einmal für alle Ehefrauen galt. Auch war sie dafür, bestimmte Parlamentssitze für Frauen zu reservieren. Diese Beschränkungen fanden bei der Reformierung des Wahlrechts Gehör: 1935 dehnte der Government of India Act, der 1937 in Kraft trat, das Wahlrecht für beide Geschlechter weiter aus.
Bekannt wurde Eleanor Rathbone auch als frühe Mahnerin gegenüber dem NS-Regime. Sie glaubte, dass eine Eindämmung des Nationalsozialismus nur durch geschlossenes moralisches Entgegentreten erreicht werden könne. Die Appeasement-Politik der damaligen britischen Regierung lehnte sie daher ab. Als nach und nach die Pläne der Judenvernichtung Nazi-Deutschlands bekannt wurden, pochte sie vehement auf politische Aktionen, um der Vernichtung entgegenzutreten und sie machte sich stark dafür, endlich jüdische Flüchtlinge ins Land zu lassen. Noch 1943 stieß ihr Engagement auf wenig Teilnahme. Als Antwort darauf, gründete sie dann in Eigeninitiative das „National Committee for Rescue from Nazi Terror“. Vizepräsident war der britische Humanist und Publizist Victor Gollancz.

## Werk
- Eleanor Rathbone, War can be averted: the achievability of collective security. Victor Gollancz, London 1938